# Сарыбулак (Шетский район)
Сарыбулак (каз. Сарыбұлақ) — село в Шетском районе Карагандинской области Казахстана. Входит в состав Ортауского сельского округа. Код КАТО — 356475400.

## Население
В 1999 году население села составляло 189 человек (108 мужчин и 81 женщина). По данным переписи 2009 года, в селе проживало 167 человек (107 мужчин и 60 женщин).